# Cane Toa
Cane Toa is een bestuurslaag in het regentschap Gayo Lues van de provincie Atjeh, Indonesië. Cane Toa telt 306 inwoners (volkstelling 2010).